# Stadion FK Obilić
Stadion FK Obilić (Stadion im. Miloša Obilicia) – stadion piłkarski w Belgradzie, stolicy Serbii. Został otwarty w 1951 roku. Może pomieścić 4600 widzów. Swoje spotkania rozgrywają na nim piłkarze klubu Obilić Belgrad. Stadion był jedną z aren Mistrzostw Europy U-17 2011. Rozegrano na nim trzy spotkania fazy grupowej turnieju.